# Proutia betulina
Proutia betulina је врста инсекта из реда лептира (Lepidoptera), који припада породици Psychidae.

## Опис
Распон крила мужјака је око 12мм. Као и код свих врста рода Proutia женке су аптериготне, и живе у потпуности у облику гусенице. Боја мужјака је као и већине врста из породице Psychidae тамносмећа. Мужјак има перасте антене.

## Распрострањење и станиште
Proutia betulina има европску дистибуцију. У Србији је бележена веома ретко.

## Биологија
Гусенице граде "кућицу" од комада биљне материје, као што је кора, а хране се лишајима или трулим лишћем. Мужјаци лете ниско.

## Синоними
- Proutia eppingella Tutt, 1900
- Psyche anicanella Bruand, 1850
- Psyche betulina Zeller, 1839
- Psyche roboricolella Bruand, 1852